# Al-Muddathir
Al-Muddathir (L'Avvolto) è la settantaquattresima Sura del Corano, una sura meccana composta da 56 versetti. Essa rivolge un appello al Profeta Muhammad e ai credenti di dedicarsi alla missione profetica e di annunciare la verità dell'Islam.

## Contenuto

### L'Appello al Profeta Muhammad
Versetti 1-5: Il Profeta Muhammad viene chiamato da Allah a prepararsi per la sua missione e ad annunciare la verità dell'Islam.

### L'Avvertimento ai Miscredenti
Versetti 6-30: Viene ammonito il Profeta Muhammad e i miscredenti contro l'ostinazione nell'errore e la negazione del Giorno del Giudizio. Si descrivono le punizioni che attendono i miscredenti nell'Aldilà.

### La Rinuncia agli Idoli
Versetti 31-37: Si invita il Profeta Muhammad e i credenti ad abbandonare l'adorazione degli idoli e a dedicarsi esclusivamente ad Allah.

### L'Esortazione alla Pazienza
Versetti 38-56: Viene esortato il Profeta e i credenti a praticare la pazienza e la perseveranza di fronte all'ostilità dei miscredenti. Si sottolinea che Allah è ben conscio delle loro azioni e li sosterrà nella loro missione.

## Analisi
La Sura Al-Muddathir è importante perché offre un appello diretto al Profeta Muhammad e ai credenti di dedicarsi alla missione profetica e di annunciare la verità dell'Islam nonostante l'ostilità dei miscredenti. Essa sottolinea l'importanza di rinunciare agli idoli e di dedicarsi esclusivamente ad Allah come unico oggetto di adorazione. Inoltre, essa esorta alla pazienza e alla perseveranza di fronte alle difficoltà e all'ostilità, ricordando che Allah è ben conscio delle azioni dei credenti e li sosterrà nella loro missione. La sura è quindi significativa per la sua testimonianza della missione profetica e del ruolo dei credenti nell'annunciare la verità dell'Islam nonostante le avversità.